# Ortezzano
Ortezzano är en ort och kommun i provinsen Fermo i regionen Marche i Italien. Kommunen hade 758 invånare (2018).